# Ліндеман Володимир Карлович
Володимир Карлович Ліндеман (30 липня 1868, Петровсько-Розумовське — 18 квітня 1933, Варшава) — польський і російський патолог, один із творців загально біологічного напряму в патології. Перший ректор Київського ветеринарно-зоотехнічного інституту. Організатор української школи в галузі патологічної фізіології.

## Біографія
Народився 30 липня 1868 в маєтку Петровсько-Розумовське (нині в складі Москви) в родині ентомолога Карла Едуардовича Ліндемана.
У 1893 році закінчив медичний факультет Московського університету. Був залишений асистентом при кафедрі загальної патології, якою завідував Олександр Фохт, для підготовки до звання професора. 7 березня (24 лютого за юліанським календарем) 1896 року Ліндеман захистив дисертацію доктора медицини на тему «Про вплив перев'язування сечоводів на будову та функцію нирки». 1897 року його призначили приват-доцентом кафедри загальної патології Московського університету. З січня 1898 Ліндеман перебував у дворічному закордонному відрядженні. За цей час він працював у 14 лабораторіях та опублікував 15 експериментальних праць.
Ліндеман багато років очолював кафедру загальної патології Київського університету, професор (1902—1922), директор Бактеріологічного інституту (1910—1922). Був одним із організаторів Київського жіночого медичного інституту, в якому читав курс зоології та загальної патології й заснував зоологічний музей.
Після 1922 року вів курс фармакології і токсикології у Варшавському університеті. В останні роки життя — професор Ягеллонського університету в Кракові.
Помер 18 квітня 1933 року у Варшаві.

## Наукова робота
Досліджував питання загальної патології та токсикології. Разом із Фохтом встановив роль нервово-рефлекторних факторів у порушеннях кровообігу та діяльності серця при емболії легеневої артерії. В лабораторії І. І. Мечникова в Пастерівському інституті у Парижі отримав нефротоксичну сироватку, з допомогою якої вперше відтворив у піддослідних тварин цитотоксичний нефрит. Налагодив масове виробництво сироваток та органотерапевтичних препаратів, досліджував токсикологію бойових отруйних речовин, започаткував розробки з проблем газового захисту та надання допомоги ураженим газами.

### Головні роботи
- «О рвоте беременных» (1894);
- «Ueber die Innervation d. Schilddruse» і «Antitoxische Function d. Schilddruse» («Centr. fur Allg. Pathol.», 1891);
- «Ueber die pathologische Fettbildung» («Ziegl. Beitrage», 1898);
- «Ueber das Pulegon» («Arch. fur exper. Pathologie», 1898);
- «Die Wirkung des Pulegons auf den Stoffwechsel» («Zein. fur Biol.», 1899);
- «Sur l'action de quelques poisons renaux» («Annales de l'Instit. Pasteur», 1900);
- «Цитолизины как причина токсических нефритов» (М., 1901);
- «Ueber die Resorption in der Niere» («Ziegl. Beitr.», 1904);
- «Механизм мочеотделения» (Киев, 1908);
- Lindemann, W. Beiträge zur Theorie der Harnabsonderung. Archiv f. experiment. Pathol. u. Pharmakol 59, 196–208 (1908). https://doi.org/10.1007/BF01841025
- «Учебник общей патологии» (ib., 1911);
- «Краткий курс медицинской зоологии» (1912) та інші.